# Biosatellite 2
O Biosatellite 2, também conhecido abreviadamente como Biosat 2 e como Biosatellite B, foi um satélite artificial não tripulado dos Estados Unidos pertencente ao programa Biosatellite para pesquisas biológicas. Foi lançado em 7 de setembro de 1967 por meio de um foguete Delta G do complexo de lançamento 17B do Estação da Força Aérea de Cabo Canaveral.

## Características
O Biosatellite 2 foi o segundo da série de satélites Biosatellite. Foi lançado em uma órbita inicial de 317 km de perigeu, 445 km de apogeu e 32,9 graus de inclinação orbital, com período de 92,2 minutos.
O Biosatellite 2 levava a bordo 13 experimentos biológicos em que se usaram insetos, ovos de rã, micro-organismos e plantas. A cápsula retornou antes do tempo por causa da ameaça de tempestade tropical na área de recuperação e problemas de comunicação entre a cápsula e as estações terrestres. O objetivo principal da missão foi determinar se o nível de sensibilidade à radiação dos organismos vivos no espaço é maior, menor ou igual que em terra, para o qual se dispôs de uma fonte de radiação na frente da cápsula.